# La pareja del año
La pareja del año (2001) es una película dirigida por Joe Roth y protagonizada por John Cusack, Catherine Zeta-Jones, Hank Azaria, Julia Roberts y Billy Crystal.

## Argumento
Eddie Thomas (John Cusack) y Gwen Harrison (Catherine Zeta-Jones) son dos estrellas de Hollywood que acaban de separarse después de muchos años. A punto de estrenar su última película, y con tal de evitar que se expanda la noticia, ambos negaran la ruptura y fingirán ser pareja todavía. Para ello contarán con la ayuda de Kiki (Julia Roberts), hermana y ayudante de ella, y de Lee (Billy Crystal), el jefe de prensa. Los intereses personales y profesionales de los cuatro complicarán esta extraña situación.